# Apospasta nyei
Apospasta nyei är en fjärilsart som beskrevs av Holloway 1976. Apospasta nyei ingår i släktet Apospasta och familjen nattflyn. Inga underarter finns listade i Catalogue of Life.